# Kronbruden
Kronbruden (litt. Couronne nuptiale) est une pièce de théâtre de 1901 du dramaturge suédois August Strindberg.

## Liminaire
Kronbruden  est un drame en six scènes d'August Strindberg publié en même temps que Svanevit et Le Songe (Ett drömspel). La pièce est écrite au cours d'une période productive (1899-1903) dans l'écriture de Strindberg, quand il a écrit pas moins de 22 pièces. Le drame se passe en Dalécarlie (Dalarna) à l'époque de Charles XV. Il y a plus de 150 ans, la Suède connaissait une époque où les coutumes et les pratiques pouvaient provoquer une terrible tragédie comme celle-ci. Son thème est toujours d'actualité ailleurs dans le monde et est revenu en Suède. Le couple amoureux Kersti et Mats est issu de deux familles qui ne se tolèrent pas.
Kronbruden est basé sur certains motifs de contes de fées et d'horreur et contient une chanson, qui est le seul morceau de musique achevé connu de Strindberg. La pièce est créée en Finlande au Théâtre suédois d'Helsinki le 24 avril 1906 et la première suédoise a lieu au Théâtre suédois de Stockholm, le 14 septembre 1907.

## Résumé
Kersti et Mats sont des amoureux issus de deux familles qui se détestent. Ils cachent qu'ils attendent un enfant. Les familles font la paix et Mats peut désormais épouser Kersti. Sa famille, cependant, exige que son épouse soit une « épouse de la couronne » (vierge). Selon la coutume, Kersti, qui n'est pas vierge, n'est pas autorisée à porter la couronne de mariée et elle commence à détester l'enfant. Devant sa mère, qui devine la vérité, elle jure qu'il n'y a pas d'enfant. Des pouvoirs et des êtres surnaturels sont mis en jeu et Kersti assassine son enfant. Le jour du mariage, son crime est révélé et elle est placée dans une « maison de filature » (suédois : spinnhus (sv)). Alors qu'elle se rend à l'église, Kersti se noie et les deux familles se réconcilient autour de son corps.

## Version opéra
Le compositeur Ture Rangström a écrit un opéra basé sur la pièce en 1915, et avec l'approbation de Strindberg, la dernière scène sur la glace a été omise de l'opéra. L'opéra est créé à Stuttgart dans une version allemande sous le titre Die Kronbraut le 21 octobre 1919. La première suédoise a lieu à l'opéra de Stockholm le 30 novembre 1922 et est de nouveau mise en scène avec une première le 22 janvier 1959. Une production télévisée est réalisée pour la télévision suédoise en 1990 sous la direction d'Inger Åby (sv). À la fin, Kersti descend dans le caniveau du moulin avec son enfant mort dans ses bras et se noie.